# Melaloncha simoni
Melaloncha simoni är en tvåvingeart som beskrevs av Brown 2006. Melaloncha simoni ingår i släktet Melaloncha och familjen puckelflugor.
Artens utbredningsområde är Bolivia. Inga underarter finns listade i Catalogue of Life.